# ويليام ر. شوكلي
ويليام ر. شوكلي (بالإنجليزية: William R. Shockley)‏ هو عسكري أمريكي، ولد في 4 ديسمبر 1918 في بوكوشي في الولايات المتحدة، وتوفي في 31 مارس 1945 في لوزون في الفلبين.